# Обрацька порода
Обрацька порода (фр. Aubrac) — порода великої рогатої худоби молочно-м'ясного напряму продуктивності. Останнім часом переважає м'ясний напрямок. Виведена у 19 столітті у Франції. Назва походить від назви плато Обрак Центрального масиву.

## Історія
Порода виникла у гірській місцевості біля гори Мезенк Центрального масиву, на межі трьох регіонів — Овернь, Південь-Піренеї, Лангедок-Русійон. Племінна книга відкрита у 1893 році.

## Опис

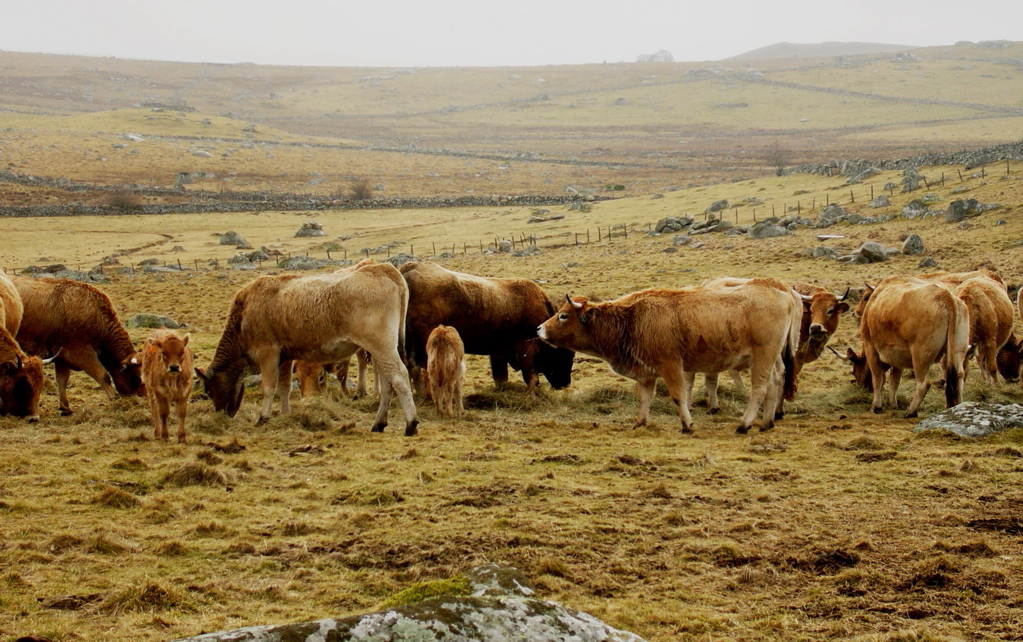
Череда корів обрацької породи на пасовищі на плато Обрак.

Масть тварин варіюється від світло-сірої до світло-брунатної. Навколо носа і очей — шерсть білого кольору. Середній зріст бугаїв становить 140 см, корів — 125—130 см. Жива маса бугаїв — 900—1300 кг, корів — 580—780 кг. Вага телят у віці 120 днів становить 168 кг, у віці 210 днів — 276 кг. Близько 40 % корів тепер запліднюють з використанням плідників породи шароле, при цьому селекція ведеться у напрямку розвитку материнських якостей.
В минулому обрацька худоба мала молочно-м'ясний напрям продуктивності, однак тепер (початок 21 століття) переважає м'ясний напрям. З весни до осені корови з телятами випасаються на гірських пасовищах (1000—1500 м над рівнем моря). Наприкінці осені телята йдуть на продаж.

## Поширення
Худобу обрацької породи розводять переважно у місці її виникнення — на півдні Франції — біля гори Мезенк Центрального масиву, на межі трьох регіонів — Овернь, Південь-Піренеї, Лангедок-Русійон. Тут зосереджено 86 % всього поголів'я породи. У липні 2013 року налічувалося 163741 корова обрацької породи у 4906 стадах, 37 367 корів було записано до племінної книги.

## Виноски
1. 1 2 3 4  Aubrac. // Valerie Porter, Lawrence Alderson, Stephen J.G. Hall, D. Phillip Sponenberg (2016). Mason's World Encyclopedia of Livestock Breeds and Breeding [Архівовано 21 грудня 2016 у Wayback Machine.] (sixth edition). Wallingford: CABI. — P. 114. ISBN 9781780647944. (англ.)